# هارليزدين (محطة مترو أنفاق لندن)
هارليزدين (بالإنجليزية: Harlesden)‏ هي إحدى محطات مترو أنفاق لندن. تقع على خط بيكرلو أفتتحت في المنطقة (Zone) رقم 3 أفتتحت في 15 يونيو 1912، 16 أبريل 1917.